# Prirodni rezervat Učilišna gora
Prirodni rezervat Učilišna gora prirodni je rezervat u Bugarskoj, koji se nalazi na području sela Boženica, u općini Botevgrad. 
Najbliža urbana mjesta su sela: Boženica (2,3 km), Lipnica (4,3 km) i Skravena (5 km). Područje prirodnoga rezervata iznosi 134,7 hektara.
Bugarsko Ministarstvo okoliša i voda je 15. listopada 1999. godine kategoriziralo prirodni rezervat Učilišna gora kao održavani rezervat s ciljem održavanja i zaštite hrastove šume, u kojoj su stabla viša od 30 metara i stara do 200 godina. Državna uprava šuma u Botevgradu objavila je popis aktivnosti usmjerenih na zaštitu prirodnoga rezervata kao što su:
- sanitarna sječa stabala u slučaju sušenja za više od 5%;
- Održavanje i regenerativno djelovanje;
- Uporaba bioloških sredstava za zaštitu bilja.[2]

## Biljke i životinje
Na području Učilišne gore zabilježeno je 39 vrsta mahovnjača, 20 vrsta lišajeva, 41 vrsta gljiva, 280 biljnih vrsta. Postoji oko 100 vrsta beskralješnjaka, 9 vrsta vodozemaca, 12 vrsta gmazova, 62 vrsta ptica, 19 vrsta sisavaca i 20 vrsta šišmiša, koji žive u rezervatu.
Jedina zaštićena vrsta, navedena u bugarskoj Crvenoj knjizi je obična čančara (lat. Testudo hermanni). 

## Galerija
- obična čančara
- Morimus funereus
- Monochromus sutor
- Velika hrastova strizibuba